# Schiltern (Wernberg-Köblitz)
Schiltern ist ein Ortsteil der oberpfälzischen Marktgemeinde Wernberg-Köblitz im Landkreis Schwandorf des Regierungsbezirks Oberpfalz im Freistaat Bayern.

## Geografie
Der landwirtschaftlich geprägte Ort Schiltern liegt etwa auf halber Strecke Wernberg-Losau Gewässeraufwärts am Schilternbach, ca. 3 km östlich von Wernberg, unmittelbar an der Autobahn, 3 Kilometer östlich des Autobahnkreuzes Oberpfälzer Wald. An der ostseitigen Dorfgrenze liegt der Prügelhof. Etwas abgesetzt, ca. 0,5 km westlich des Ortes liegt ein alleinstehendes Anwesen (heute Westseite der Autobahn). Hierbei handelt es sich um eine der Ziegeleien in der Landwirtschaft, die auf Basis der „Degel“-Vorkommen Steine und wohl auch Dachziegel für das weitere Umfeld herstellten.

## Etymologie
Der Name Schiltern findet sich vielfach alleine in Bayern namensverwandt zum Teil in historischen Formen z. B. in Schiltorn, Oberschiltern Unterschilding, Unterschiltern, Schalding, Schildorn, Schildthurn, Schilding, Oberschiltern und Schilding Vergleichbare Orte sind z. B. in der Schweiz Schilthorn, in Österreich Schiltern  oder in Tschechien Štítary.  Der Ortsname legt ähnlich wie bei z. B. Zeitlarn – Zeiteln, Honiggewinnung oder Schäftlarn – Schäftemacher, Speermacher, ein frühes Handwerk oder eine Gewerbesiedlung nahe. Damit käme sprechenderweise „bei den Schildmachern“ also wohl ein Handwerkerdorf auf grundherrschaftlicher Basis infrage. Nach Reitzenstein ist die häufigste Handwerkerbezeichnung mit dem Suffix „-er“, die sich beim Schildmacher im mittelhochdeutschen „Schiltaere“ wiederfindet. Basis dieses Wortes ist „Schilt“ (Schild).
Das wohl älteste Anwesen, der Schilter-Hof oder die Schilter-Mühle, dürfte seinen Namen auf das Gewässer zwischen Schiltern und Wernberg übertragen haben, das sich nahezu unverändert als „Schilterbach“ in leuchtenbergischen Grenzbeschreibungen 1361/62 bis zur Vermessungsuraufnahme 1836 und dem Marktplan 1974  in diversen Unterlagen findet. Erst in jüngster Zeit, nach der Gebietsreform, setzte sich seit ca. 2000 zunehmend der Name „Schilternbach“ durch.
Der Name Ketzereuth, Kotzenreuth, als mögliche Vorgängersiedlung von Schiltern, ist mit der Wortendung „-reuth“ ein Rodungsname. Denkbar ist hier durch die nahen slawischen Ortsnamen (Losau, Kötschdorf, Köblitz) ebenfalls ein slawischer Einfluss (vergl. den Ort Kotzen-Brandenburg).

## Geschichte
Abgeleitet aus dem Ortsnamen dürfte es sich bei Schiltern um eine frühe Ausbau-, Handwerker- oder Gewerbesiedlung im Rahmen der systematischen Landeserschließung des 9. bzw. 10. Jahrhunderts handeln. Diese mittelalterlichen Handwerker aus unterschiedlichen Branchen dürften vornehmlich im Dienst der jeweiligen Grundherrschaft, in der Nähe des betreffenden Hauptortes gewesen sein. Das hergestellte Produkt findet sich immer wieder in entsprechenden Ortsnamen. Auffallend ist, dass Schiltern zu jener Gruppe von Ortsnamen gehört, die mit gleichen oder ähnlichen Namen sowohl um Nabburg, als auch um Krems im Wald-/Weinviertel (Niederösterreich) vorkommen.
Die in älteren Forschungen angegebene Erstnennung für das Jahr 1040 sowie die Folgeurkunde von 1160 für das Schiltern im ehemaligen Landkreis Nabburg wird in jüngeren Forschungen dem Weiler Oberschiltern, Gemeinde Dorfen im Landkreis Erding zugewiesen. Damit ergibt sich die früheste gesicherte Nennung für Schiltern im Marktes Wernberg-Köblitz mit dem Jahr 1351. Damals erwarben die Nothaft von Wernberg ein Lehen in Schiltern. Dieses Lehen zu Schiltern war Teil der Aussteuer der Anna Nothaft, als sie mit Konrad dem Sattelboger von Neuhaus verheiratet wurde. Am 25. Januar 1352 jedoch schon kauften ihr Bruder Heinrich Nothaft und dessen Ehefrau Elisabeth dieses Gut wieder zurück. Das Lehen blieb dann jahrzehntelang im Besitz der Nothaft und wurde auch im Teilbrief zur Herrschaft Wernberg im Jahr 1470 beschrieben.
Durch die relativ späte Nennung des Ortes gewinnt der Hinweis aus dem Häuserbuch Wernberg-Köblitz an Bedeutung, wo der Besitzer des Hauses Nr. 10 Ulrich Philipp 1421 den „Zehent auf der Öde zu Kotzereuth unter dem Dort, das man jetzt Schiltern nennt“ an Bedeutung. Möglicherweise existierte der Ort Schiltern früher unter anderem Namen, oder es gab eine Zweitsiedlung unterhalb des Ortes, die Anfang des 14. Jahrhunderts eingegangen war. Selbst 1650 wurde noch der Zehent von „Kotzenreuth“ erhoben. Letzter Zehentinhaber war Andreas Ulmann im Jahr 1713.
Kirchlich war Schiltern Teil der auf Reichsgut errichteten Urkirche und Großpfarrei Luhe. Noch im 16. Jahrhundert machte die Pfarrei Luhe Ansprüche daraus geltend. Schiltern stellte dabei sicherlich die südlichste Grenze dieses Gebietes dar. Im 13. Jahrhundert dürfte das Gebiet zur Landgrafschaft Leuchtenberg gekommen sein.
Für einen etwas herausgehobenen Personenkreis spricht der Lehenbesitz der Familie Steiner zu Schiltern die 1380 Güter und Rechte in Friedersdorf und 1399 in Oberköblitz hatten. Zu diesem herausgehobenen Personenkreis ist auch die Familie Ulmann zu nennen, die sowohl in Losau als auch in Schiltern Besitzungen hatte und Lehensträger der Paulsdorfer auf den Zehent zu Schiltern waren. 1676 war Andreas Ulmann, der nun in Schiltern auf Haus Nr. 3, Hausname „Wirth“ saß, Bürgermeister im Markt Wernberg.
Für die Landgrafen von Leuchtenberg waren die Einkünfte aus Schiltern immer wieder Teil frommer Stiftungen. Nachdem Landgraf Leopold von Leuchtenberg bereits einen Hof an die Pfarrkirche Pfreimd gegeben hatte, stiftete er im Jahr 1411 einen zweiten Hof zu Schiltern. 1413 gab Landgraf Leopold von Leuchtenberg dann nochmals 2 Höfe in Schiltern zum Gotteshaus Pfreimd. Beim Aussterben der Landgrafen im Jahr 1646 wurde in der Zusammenstellung des Nachlasses der böhmischen Lehen, Besitz in Schiltern mit 4 Höfen ausgewiesen. Zehentrechte hatten jedoch auch die Pfarreien Köblitz und Trausnitz.
Abgrenzungen
Im Jahr 1783 erschien „Schiltern das Dorf“ und „Schiltern-Einöd“ (Prüglhof) als Ortschaften in der Landgrafschaft Leuchtenberg.
Die Schiltermühle wurde zeitweise separat erfasst und dem Prüglhof als zugehörig bezeichnet. Sie ist aber Teil des Dorfes Schiltern. 1838 wurde sie als „Schönmühle“ bezeichnet. Auch das Schilterner Anwesen die „Ziegelhütte“ wurde wohl aus der vom Dorf abgesetzten Lage immer wieder separat aufgeführt, ist aber Teil der Ortschaft Schiltern.
Ortsgröße
1413 sind drei Wohngebäude/Höfe ausgewiesen. Der Ort war im Aufbau. 1510 sind bereits 5 Anwesen um 1550 acht und bis 1555 neun Gehöfte feststellbar. Ab ca. 1692 war der Anwesen-Bestand über längere Zeit mit ca. 12 Anwesen bis 1860 weitgehend stabil. Der Ort hatte damals 75 Einwohner/Seelen. Zur Zeit der Eingemeindung in den Markt Wernberg hatte er noch 62 Einwohner.
Kommunalorganisation
1803 kam Schiltern zum Landgericht Treswitz, das 1805 nach Vohenstrauß übersiedelte. 1821 vereinigte man Losau und 12 Familien in Schiltern in der Ruralgemeinde Losau im damals neu geschaffenen Landgerichtsbezirk Treswitz, dem späteren Bezirksamt Vohenstrauß. Die Zuordnung in das Landgericht Nabburg erfolgte zusammen mit der damaligen Gemeinde Losau 1857. Die Gebietsreform führte schließlich am 1. Januar 1972 zur Eingliederung in den Markt Wernberg und seit 1974 dem Markt Wernberg-Köblitz. Die Umpfarrung von Schiltern mit dem Prügelhof aus der Oberköblitzer Expositur Glaubendorf in die Pfarrei St. Anna in Wernberg war der Gebietsreform schon im Jahr 1964 vorangegangen. 1982 wurde eine Ortskapelle erbaut.